# Geneshaft
Gene Shaft é um anime produzido pela Bandai Visual.
A história se passa no século 23 onde a sociedade é composta por humanos geneticamente modificados e o que importa para todos é o DNA. O governo tem o total poder sobre a sociedade e o nascimento das pessoas. Há somente 1 homem para cada 9 mulheres, pois os homens são considerados de conduta potencialmente agressiva. Não existem parentesco e relações amorosas. Sentimentos como o amor e luxúria foram abolidos. Essas modificações genéticas visam melhorar algumas funções dos seres humanos, e de acordo com essas funções é feita uma classificação com nomes de cores. Os genes tem um peso maior do que o caráter da pessoa, e quase todo o seu futuro já está traçado. Cada indivíduo possui um tempo de vida de 45 anos e sua fase adulta é plena e saudável.
No enredo, uma garota chamada Mika Seido que possui gene do tipo branco, ou seja, nasceu sem modificações, é recrutada como piloto e vai para uma estação espacial. Por ser branca sofre uma série de preconceitos. Durante a história, várias coisas acontecem como as relações entre os integrantes atuantes na nave Bilkis, as batalhas com o mecha Shaft, as ações de uma ameaça alienígena, conflitos de interesses entre agentes que combatem essa ameaça e situações que colocam em questão o modo de vida da sociedade do século 23.

## Personagens
Mika Seido
 
A personagem principal. É uma das recrutadas, capazes de pilotar Shaft. Possui um gene do tipo “branco” e por causa disso é considerada por muitos como inferior.

Voz: Kumiko Higa (Japão), Amanda Winn Lee (Inglês)

Sofia Galgalim

Colega de Mika. Trabalhava como salva-vidas e seu codinome é Teddybear of the Moon.

Voz: Yuko Kaida (Japão), Mary Elizabeth McGlynn (Inglês)

Hiroto Amagiwa
 
É o capitão da nave Bilkis. Hiroto é acusado por Mika, de ser responsável pela morte de sua amiga de infância. Mika deseja matá-lo por isso.

Voz: Takahiro Sakurai (Japão), Dominic Armato (Inglês)

Mario Musicanova

É o subcapitão convocado para Bilkis. Seu DNA é de alto nível mas não costuma demonstrar suas habilidades. Tem algum conhecimento sobre o passado da humanidade e questiona o modo de vida atual, como a ausência de sentimentos como o amor.

Tiki Musicanova
 
Uma jovem e enérgica garota conhecida como Hell’s Faerie. É irmã gêmea de Mario, graças à engenharia genética para aparentar DNAs. É conhecida também como Tinkerbell.

Voz: Houko Kuwashima (Japão), Sandy Fox (Inglês)

Tenente Mir Lotus

É conhecida como Ice Queen. É egoísta e devido à suas técnicas, é qualificada como possuidora de um DNA perfeito.

Voz: Yumi Kakazu (Japão), Paula Tiso (Inglês)

Remmy Levistrauss

Amiga de Mir, ela é uma garota calculista. Procura adquirir conhecimento através das pessoas e é conhecida como Desert Medusa.

Voz: Ryoka Yuzuki (Japão), Brianne Siddall (Inglês)

Lorde Sergei - O 4º Sneak

Um comandante que se rebelou e quer utilizar a tecnologia alien, para seus planos utópicos contra a raça humana.

Voz: Shinji Kawada (Japão), Jamieson Prince (Inglês)

## Detalhes

### Guia de episódios
| #   | Título                                   |
| --- | ---------------------------------------- |
| 1.  | Successors to the Stars                  |
| 2.  | The Ship Who Sang                        |
| 3.  | Rendezvous in Space                      |
| 4.  | The Sentinel                             |
| 5.  | Angels and Spaceships                    |
| 6.  | Hotline from the Past                    |
| 7.  | Ring World                               |
| 8.  | The Moon is a Harsh Lord of the Darkness |
| 9.  | Less Than Human                          |
| 10. | The Men Women Don’t See                  |
| 11. | Rite of Passage                          |
| 12. | A Gentle Man In Ganymede                 |
| 13. | The Beginning of Childhood               |

### Temas musicais
Abertura:
"Shaft Drive" por Akira Takasaki/Ji-Zo
Encerramento:
"Broken Camera" por Ji-Zo
"The Day Believe All Things" por Akira Takasaki (Episódio 13)

## Miscelânea
- O filme Gattaca, ficção científica produzida em 1997, também trata de alguns assuntos relacionados a DNA, clonagem e humanos concebidos em laboratório para certas funções. Há ainda uma certa semelhança entre os brancos de Geneshaft e os concebidos biologicamente em Gattaca. Ambos são tratados como inferiores.

- Geneshaft é um dos pouco animes a apresentar um mecha não convencional. Ele não possui cores, como acontece em Evangelion e Gundam. Ele também não possui uma cabeça. Isso deixa a personalidade focada mais no piloto, fazendo com que o mecha não seja mais que um instrumento.